# Susanto Megaranto
Susanto Megaranto (Indramayu, 8 ottobre 1987) è uno scacchista indonesiano.
Nel 2004, all'età di 17 anni, diventò il più giovane indonesiano ad ottenere il titolo di Grande Maestro. 

## Principali risultati
- 2003  – 2°-3° con Eugenio Torre nel "SEA Games" in Vietnam (vinse Utut Adianto);[1]

- 2004  – vince il Master Open di Singapore per spareggio Buholz su Mark Paragua;

- 2006  – vince a Batan il 38º Campionato indonesiano (lo vinse anche nel 2007, 2009 e 2010);

- 2007  – 3º-8º nel campionato asiatico a Cebu (vinse Zhang Pengxiang);

- 2011  – partecipa alla Coppa del Mondo, ma perde nel 1º turno contro Lê Quang Liêm;

- 2015  – vince a Pechino il primo campionato asiatico universitario.[2]

- 2019  – in aprile vince a Ulan Bator il torneo zonale est-asiatico.[3]